# Open Gaz de France 1999
L'Open Gaz de France 1999 è stato un torneo di tennis giocato sul cemento indoor.
È stata la 7ª edizione dell'Open Gaz de France, che fa parte della categoria Tier II nell'ambito del WTA Tour 1999.
Si è giocato dal 22 al 28 febbraio 1999.

## Campionesse

### Singolare
Serena Williams ha battuto in finale  Amélie Mauresmo con il punteggio di 6–2, 3–6, 7–6

### Doppio
Irina Spîrlea /  Caroline Vis hanno battuto in finale  Elena Lichovceva /  Ai Sugiyama con il punteggio di 7–5, 3–6, 6–3